# Marina Bay Street Circuit
Marina Bay Street Circuit är en stadsbana belägen runt omkring Marina Bay i Singapore. Här körs Singapores Grand Prix i formel 1 sedan 2008.

## F1-vinnare
| Säsong | Förare           | Tillverkare      |
| ------ | ---------------- | ---------------- |
| 2022   | Sergio Pérez     | Red Bull Racing  |
| 2019   | Sebastian Vettel | Ferrari          |
| 2018   | Lewis Hamilton   | Mercedes         |
| 2017   | Lewis Hamilton   | Mercedes         |
| 2016   | Nico Rosberg     | Mercedes         |
| 2015   | Sebastian Vettel | Ferrari          |
| 2014   | Lewis Hamilton   | Mercedes         |
| 2013   | Sebastian Vettel | Red Bull-Renault |
| 2012   | Sebastian Vettel | Red Bull-Renault |
| 2011   | Sebastian Vettel | Red Bull-Renault |
| 2010   | Fernando Alonso  | Ferrari          |
| 2009   | Lewis Hamilton   | McLaren-Mercedes |
| 2008   | Fernando Alonso  | Renault          |